# Colliano
Colliano est une commune de la province de Salerne, dans la région Campanie, en Italie.

## Administration
| Période                                  | Période     | Identité          | Étiquette      | Qualité |
| ---------------------------------------- | ----------- | ----------------- | -------------- | ------- |
| 28 mai 2002                              | 29 mai 2007 | Antonio Tartaglia |                |         |
| juin 2017                                | En cours    | Adriano Goffredo  | Spiga di Grano |         |
| Les données manquantes sont à compléter. |             |                   |                |         |

### Hameaux
Collianello, Bisigliano, Bagni di Colliano, Isca, Pazzano, Valle di Raio, San Leonardo, San Vittore.

### Communes limitrophes
Buccino, Contursi Terme, Laviano, Muro Lucano, Oliveto Citra, Palomonte, San Gregorio Magno, Valva.